# تی. رو پرایس
تی. رو پرایس (انگلیسی: T. Rowe Price) شرکت سرمایه‌گذاری آمریکایی است، که در سال ۱۹۳۷ توسط توماس رو پرایس تاسیس شد.